# Да отгледаш Аризона
„Да отгледаш Аризона“ (на английски: Raising Arizona) е американски филм от 1987 година, криминална комедия на режисьорите Джоуел и Итън Коен по техен собствен сценарий.
В центъра на сюжета са бивша полицайка и крадец рецидивист, които не могат да имат деца и затова отвличат бебето на собственик на верига магазини. Главните роли се изпълняват от Никълъс Кейдж, Холи Хънтър, Трей Уилсън, Джон Гудмън, Уилям Форсайт.